# クーパン (企業)

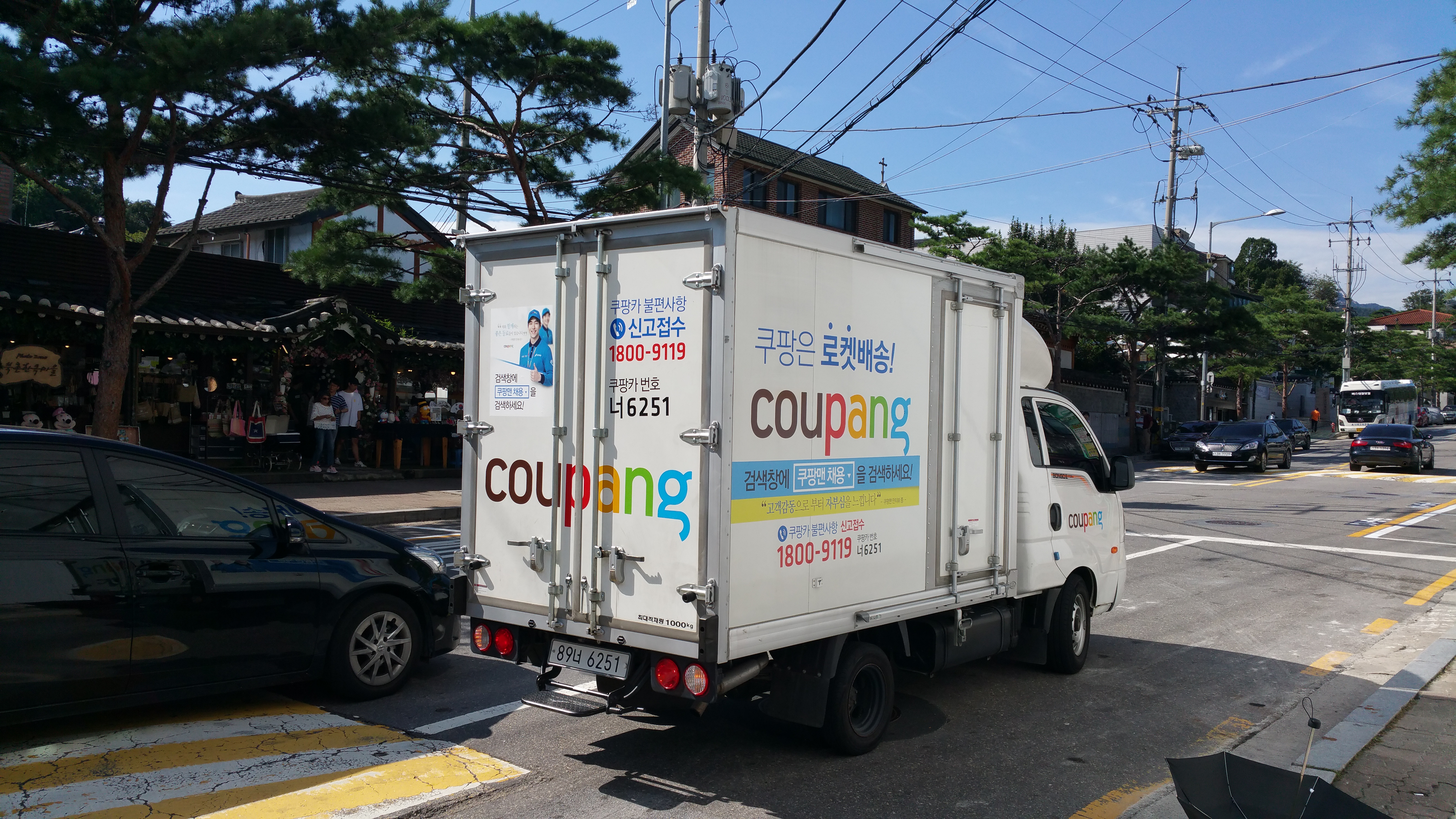
クーパンの配送トラック「쿠팡은 로켓배송!(クーパンはロケット配送!) coupang」（ソウル、2017年）

クーパン (Coupang, ハングル表記：쿠팡) は、2010年に設立された韓国のeコマース企業。韓国最大のオンライン小売業者であり、年間収益は40億米ドルを超える。同社のロケット配送と称する宅配サービスシステムは50万個以上の独自のアイテムを当日または翌日配達する。注文の99.6%が24時間以内に配送されると発言している。
韓国、ソウルの松坡区に本社を置く。北京、上海、ロサンゼルス、マウンテンビュー、ニューヨーク、シアトルにもオフィスを構える。

## 沿革
2010年にキム・ボムソクにより設立された。キム・ボムソクはハーバード大学行政学科を卒業後、ハーバード・ビジネス・スクールでMBAの勉強を始めたが1年で中退し、韓国に戻ってクーパンを創業した。
2018年11月、ソフトバンクから20億米ドルの投資を受けた。他の主要な投資家にはブラックロックやFidelityがある。
2020年7月、シンガポールのストリーミングサービスHOOQを買収した。
2021年3月11日にニューヨーク証券取引所に上場した。
2021年4月にCoupang Japan合同会社が設立。
2021年6月より東京都の一部地域にて試験運用開始し、目黒区、品川区、大田区、渋谷区、港区、中野区、杉並区の一部エリアでサービスを運営。
2023年3月21、日本でのサービスを終了し、日本から撤退した。
2023年12月18日、ファーフェッチの買収を発表した。約710億円の資金援助を実施。
2025年1月14日、東京都港区の一部地域でフードデリバリー「ロケットナウ」のテストサービスを開始。日本に再進出した。